# تپه شفیع
تپه شفیع مربوط به پیش از دوره هخامنشی - اوایل دوره اشکانیان است و در شهرستان کرمانشاه، بخش مرکزی، دهستان میان دربند، ۱۵۰ متری غرب روستای کمره گره واقع شده و این اثر در تاریخ ۷ خرداد ۱۳۸۷ با شمارهٔ ثبت ۲۲۸۱۷ به‌عنوان یکی از آثار ملی ایران به ثبت رسیده است.